# Ilha de maré

Diagrama de uma ilha de maré durante as marés baixa e alta.

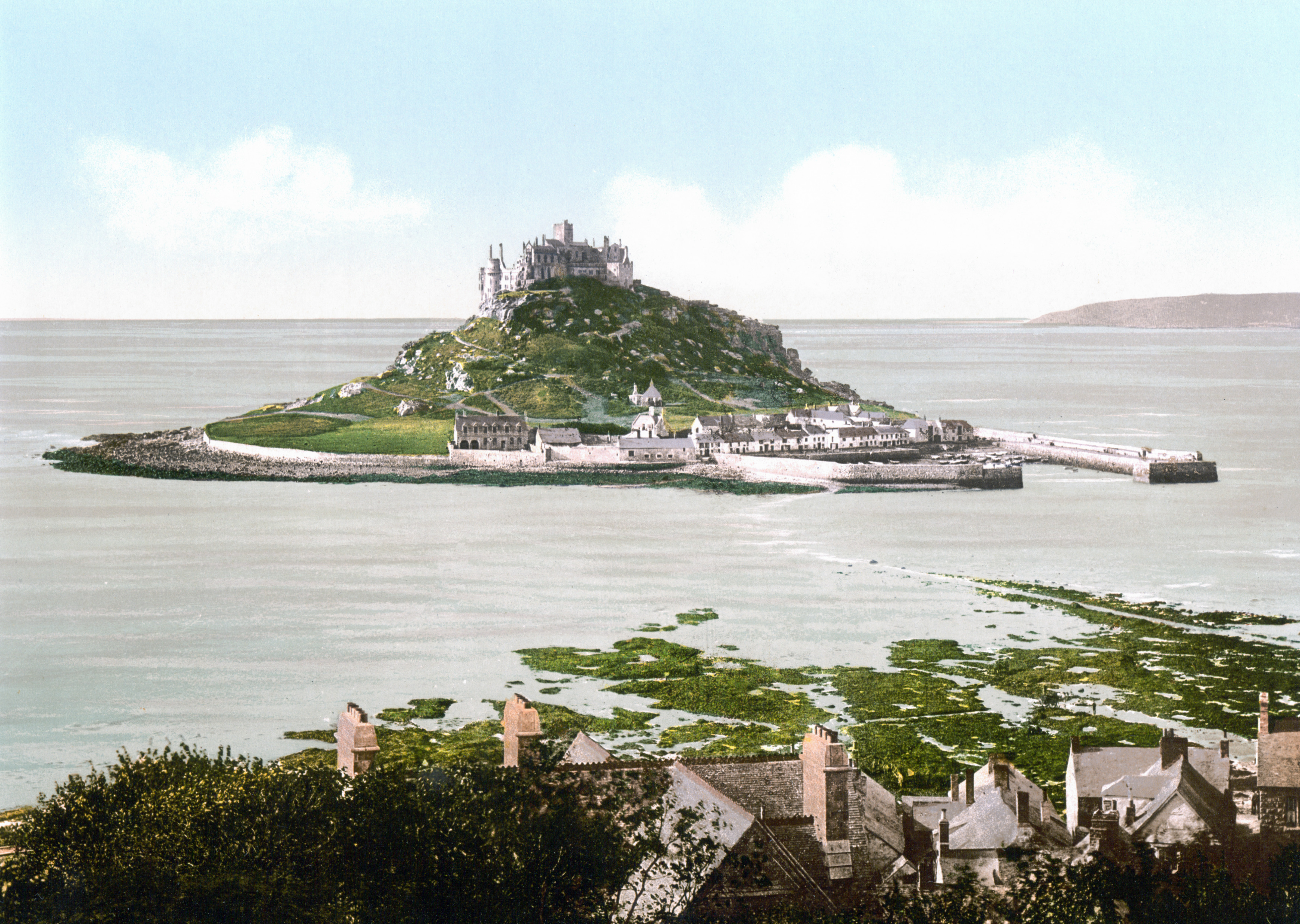
St Michael's Mount, na Cornualha, na preia-mar (1900).

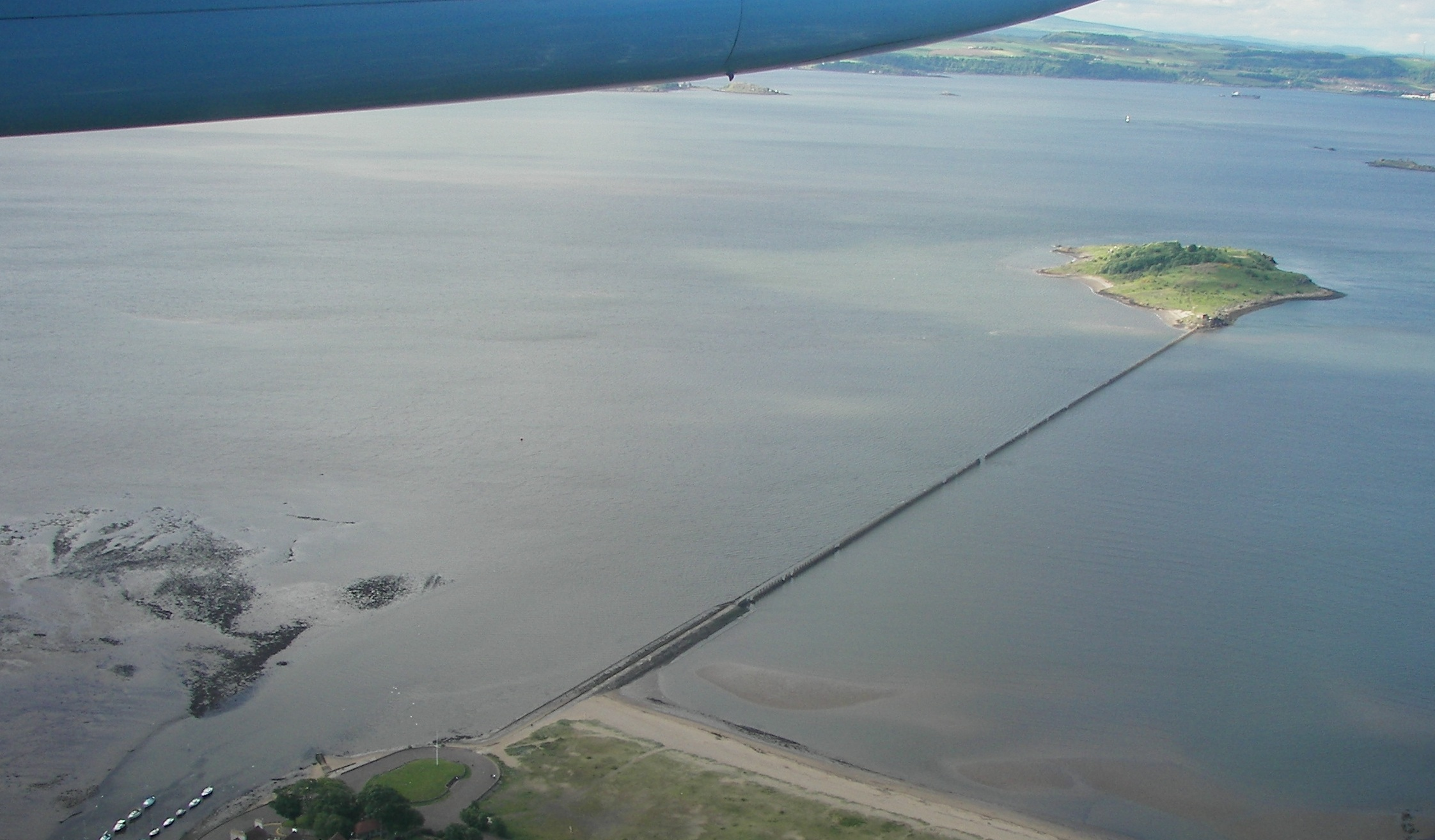
Ilha Cramond em vista aérea. A calçada fica completamente submersa na maré cheia

Uma ilha de maré é uma ilha ligada ao continente de forma natural ou mediante estradas elevadas durante a maré baixa e que estão submersas na maré alta. Devido à mística que as rodeia, as ilhas de maré, muitas delas são lugares de culto religioso, como o famoso Mont Saint-Michel com a sua abadia beneditina. As ilhas de maré são também locais comuns para instalar fortificações devido à capacidade de defesa natural.

## Algumas ilhas de maré

### Ásia

#### Hong Kong
- Ma Shi Chau no Distrito Tai Po, noroeste dos Novos Territórios, dentro de Tolo Harbour

#### Coreia do Sul
- Ilha Jindo e Ilha Modo no sudoeste da Coreia do Sul

### Europa

#### Alemanha/Dinamarca
- Halligen nas Ilhas Frísias, Alemanha/Dinamarca

#### Dinamarca
- Ilha Mandø na costa oeste da Dinamarca
- Ilha Knudshoved ao norte de Vordingborg e ao sul da Zelândia, Dinamarca

#### Espanha
- Garraitz em Lekeitio, Biscaia

#### França

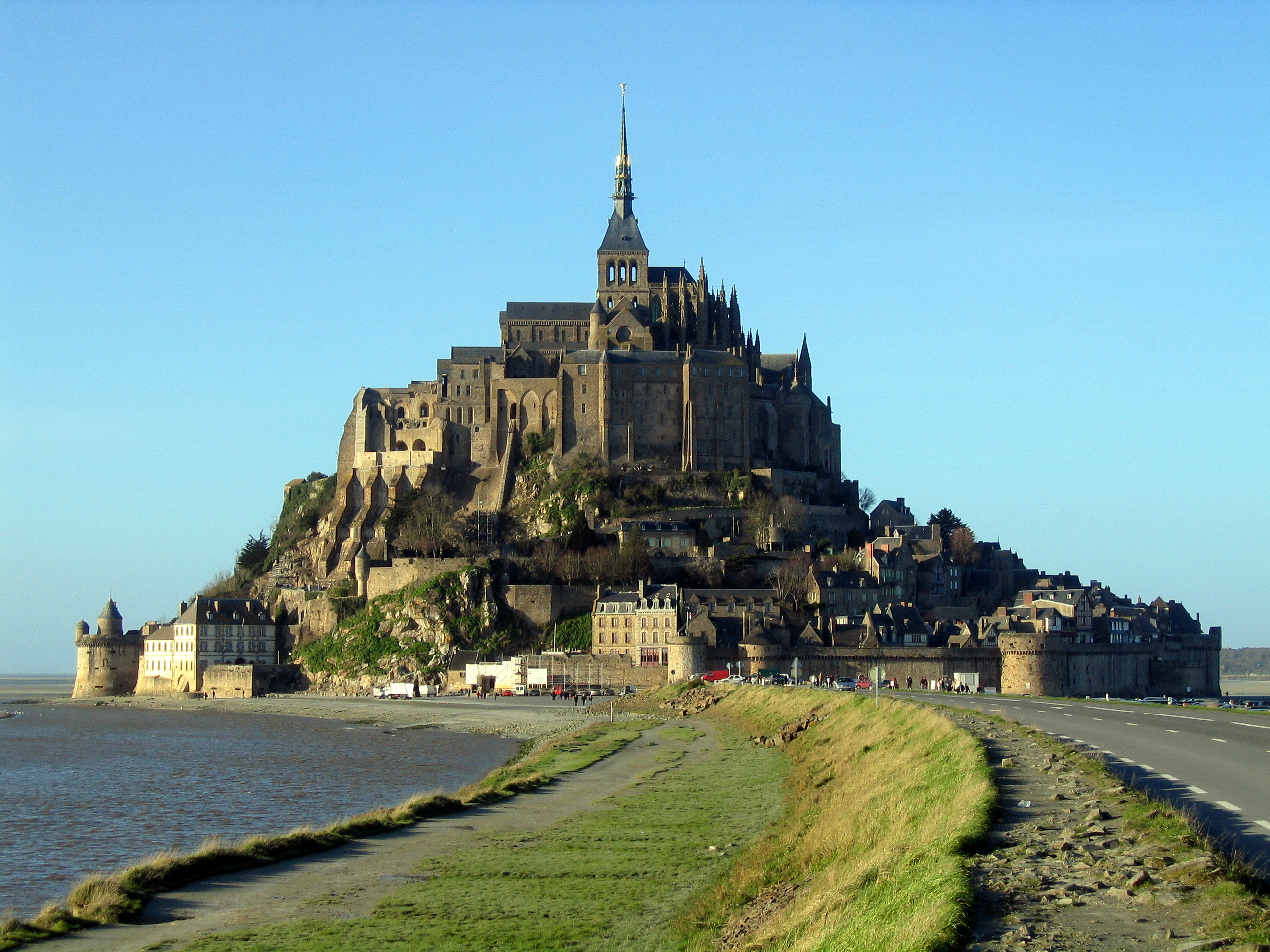
Monte Saint-Michel na Normandia

- Ilha Madame em Charente Maritime
- Ilha de Noirmoutier na Vendée
- Monte Saint-Michel na Normandía
- Tombelaine na Normandia

#### Galiza
- Ilha de Cortegada na costa da Província de Pontevedra, Galiza.
- Ilha de Santa Cruz na costa da Provincia de A Corunha, Galiza

#### Ilhas do Canal
- Lihou em Guernsey, uma das Ilhas do Canal

#### Irlanda
- Ilha Coney perto de Rosses Point, Condado de Sligo
- Ilha Omey em Connemara, Condado de Galway, Connacht

#### Reino Unido

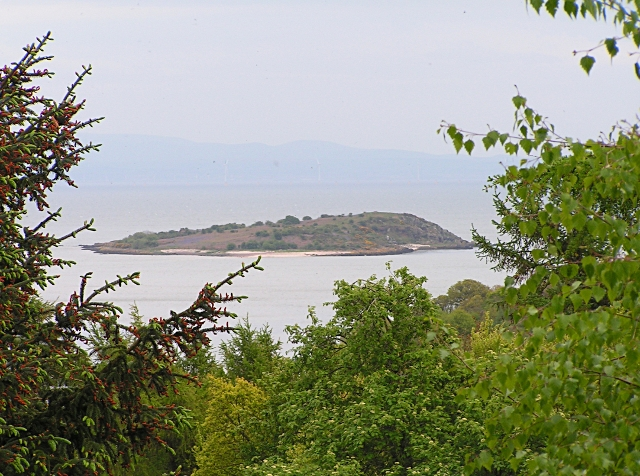
Ilha Rough frente a Rockcliffe, Dumfries & Galloway, Escócia

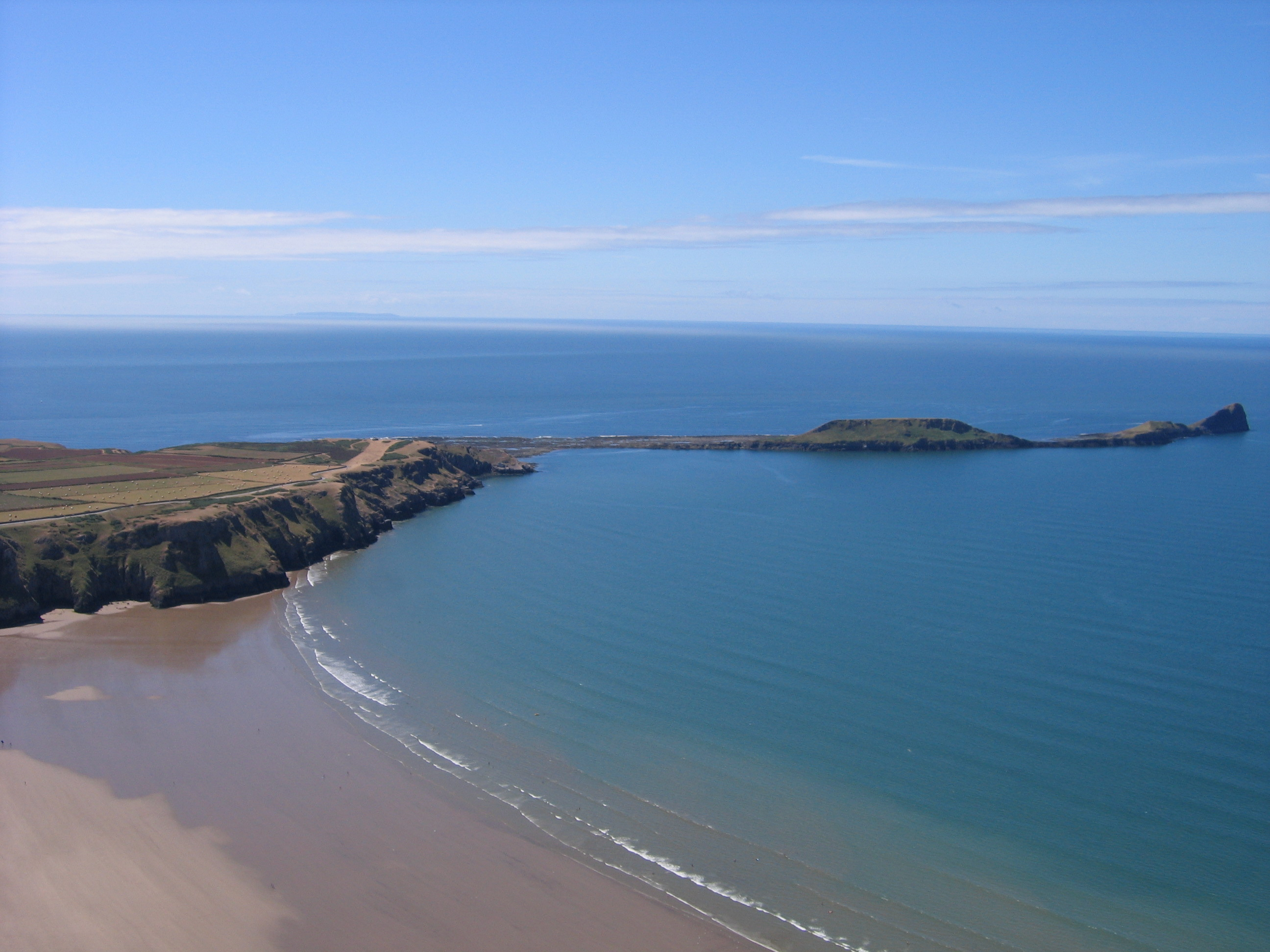
Worm's Head no final de Gower, Gales

- Asparagus Island na Cornualha, Inglaterra
- Baleshare nas Hébridas Exteriores, Escócia
- Brough of Birsay nas Órcadas, Escócia
- Ilha Burgh em Devon, Inglaterra
- Ilha Burrow em Portsmouth Harbour, Inglaterra
- Burry Holms em Gower, Gales
- Castle Stalker em Loch Laich em Argyll, Escócia
- Chapel Island em Cumbria, Inglaterra
- Chiswick Eyot no Rio Tamisa
- Cramond Island no Estuario de Forth, Escócia
- Davaar Island cerca de Campbeltown, na península de Kintyre, Escócia
- Eilean Shona em Loch Moidart, Escócia
- Eilean Tioram, em Loch Moidart, Lochaber, Highland, Escocia onde está situado o Castle Tioram
- Erraid na Isle of Mull na Escócia
- Gateholm fronte á costa suroeste de Pembrokeshire, Gales
- Gugh nas Isles of Scilly, Grã-Bretanha
- Hestan Island perto de Rough Island, Escocia na Baía Auchencairn, Escocia
- Hilbre Island, Middle Eye e Little Eye no Rio Dee estuário, entre North Wales e Wirral Inglaterra.
- Horsey Island em Essex, Inglaterra
- Islands of Fleet: Ardwall Isle & Barlocco Isle em Galloway, Escócia
- Isle Ristol, a máis interior das Summer Isles em Escócia
- Kili Holm em Orkney, Escócia
- Lindisfarne em Northumberland, Inglaterra
- Llanddwyn Island de Anglesey em North Wales
- Mersea Island em Essex, Inglaterra
- Mumbles Lighthouse localizado em Mumbles, perto de Swansea
- Northey Island em Essex, Inglaterra
- Oronsay nas Hébridas Interiores, Escócia
- Osea Island em Essex, Inglaterra
- Piel Island em Cumbria, Inglaterra
- Ray Island em Essex, Inglaterra
- Rough Island fronte a Rockcliffe, Dumfries & Galloway, Escócia
- Sheep Island em Cumbria, Inglaterra
- St Catherine's Island em Pembrokeshire, Gales
- St Mary's Island em North Tyneside, Inglaterra
- St Michael's Mount em Cornwall, Grã-Bretanha
- Sully Island no Vale of Glamorgan, Gales
- Worm's Head na ponta de Gower, Gales
- Ynys Gifftan em Gwynedd, norte de Gales
- Ynys Lochtyn na costa da baía de Cardigan, Gales

A 43 ilhas de maré (sem pontes) pode-se acceder caminhando da Grã-Bretanha.

### América do Norte

#### Canadá
- Micou's Island em St. Margarets Bay, Nova Escócia, Canadá
- Ilha Minister em Nova Brunswick, Canadá

#### Estados Unidos
- Bar Island no Maine
- Battery Point Light na Califórnia
- Bumpkin Island em Massachusetts

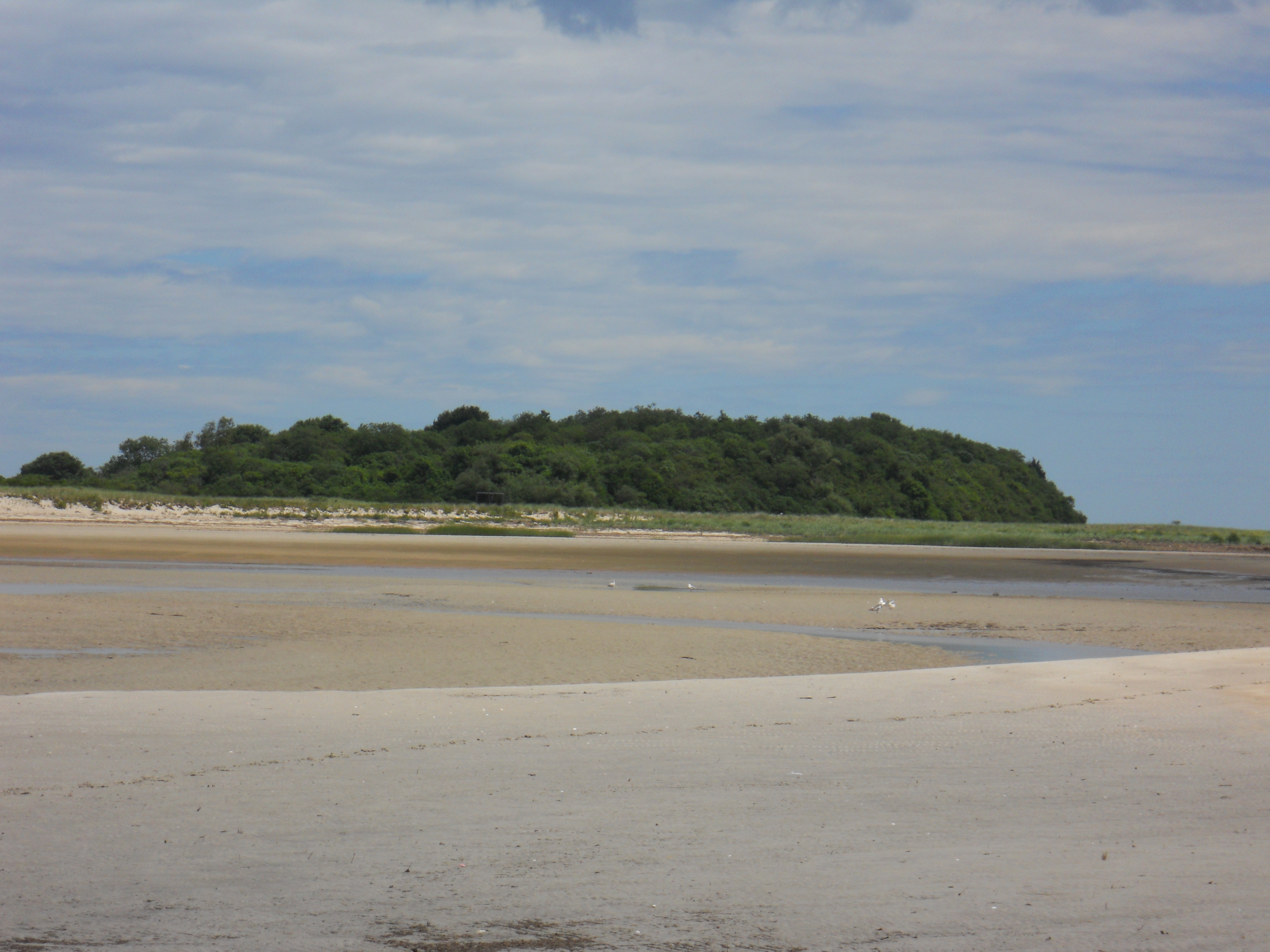
Bar Island no Maine, E.U.A.

- Camano Island em Puget Sound no Estado de Washington, desde o continente
- Cana Island Lighthouse no Wisconsin
- Charles Island, no Connecticut
- Douglas Island no Alasca
- High Island (Nova Iorque)
- Long Point Island,[2] Harpswell (Maine)

### Australásia

#### Austrália
- Penguin Island (Western Australia) no Shoalwater Islands Marine Park
- A ex-ilha de maré Bennelong Island em Sydney, a zona foi aterrada em Bennelong Point e agora é o local da Ópera de Sydney.

#### Nova Zelândia

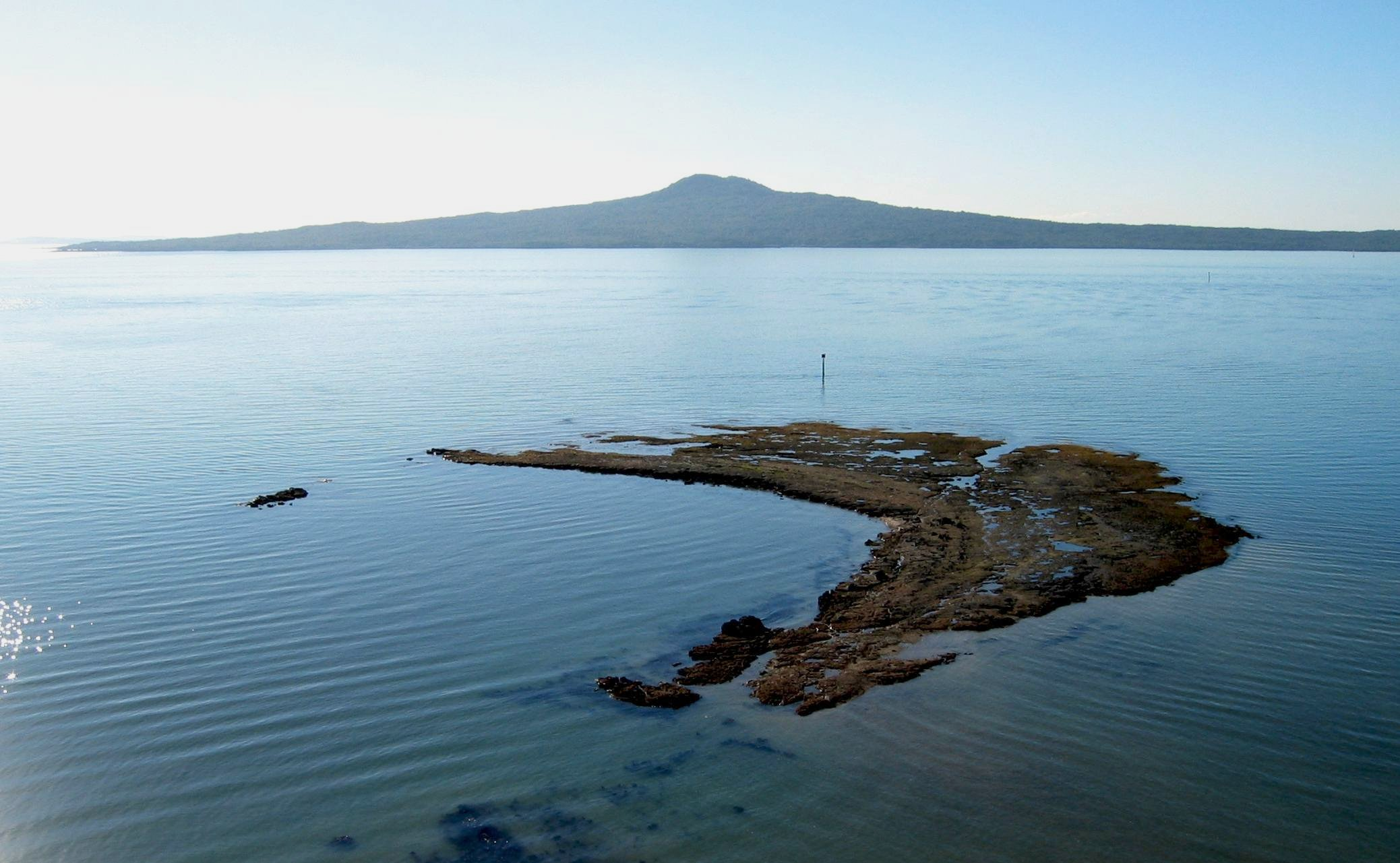
A ilha Rangitoto em Achilles Point, Auckland

- Matakana Island no porto de Tauranga
- Opahekeheke Island no Kaipara Harbour
- Puddingstone Island em Otago Harbour
- Rabbit Island, Bells Island e Bests Island em Tasman Bay
- As ilhas Hauraki Gulf de Motutapu Island e Rangitoto Island ficam ligadas na maré baixa
- As Okatakata Islands e Walker Island em Rangaunu Harbour